# За горами, за лесами
За горами, за лесами… — вступительное четверостишие в сказке П. П. Ершова «Конёк-Горбунок», включавшееся с 1915 года до второй половины 1930-х годов в собрание сочинений А. С. Пушкина.

За горами, за лесами,

За широкими морями,

Против неба, на земле,

Жил старик в одном селе.

## Включение в собрание сочинений Пушкина
Впервые вхождение в пушкинский текст части ершовской сказки осуществил Н. О. Лернер в издании С. А. Венгерова (Библиотека великих писателей под редакцией Семёна Венгерова «Пушкин», т. VI, Пг. 1915, стр. 219). Затем последовали другие издания. В «Полном собрании сочинений» Пушкина под редакцией М. А. Цявловского четверостишие помещено в отдел «Неоконченное и неотделанное» как самостоятельная пьеса.
Считается, что первым об авторстве Пушкина написал Николай Лернер, опираясь на воспоминания Смирдина, записанные первым биографом Пушкина Павлом Анненковым.

В апогее своей славы Пушкин с живым одобрением встретил известную русскую сказку г-на Ершова «Конек-горбунок», теперь забытую. Первые четыре стиха этой сказки, по свидетельству г-на Смирдина, принадлежат Пушкину, удостоившему её тщательного пересмотра.

Лернер аргументировал своё мнение такими словами:

Эти четыре стиха, которыми начинается знаменитая сказка П. П. Ершова «Конекъ-Горбунокъ», — «по свидѣтельству г-на Смирдина, принадлежатъ Пушкину, удостоившему её тщательнаго пересмотра», говоритъ П. В. Анненковъ. Свидѣтельству Смирдина нельзя не вѣрить. Этотъ честный и благородный издатель не только довольно близко зналъ Пушкина и вообще вращался въ томъ литературномъ кругу, центромъ котораго былъ Пушкинъ, но и издавалъ «Библіотеку для чтенія», гдѣ въ 1834 г. (т. III) былъ помѣщенъ отрывокъ изъ сказки, и тогда же выпустилъ всю сказку отдѣльнымъ изданіемъ. Эти четыре стиха, которыми начинается знаменитая сказка П. П. Ершова «Конек-Горбунок», — «по свидетельству г-на Смирдина, принадлежат Пушкину».
<…>
Это было, вѣроятно, въ 1834 году. Дѣйствительно, въ сентябрѣ 1834 года Пушкинъ написалъ свою послѣднюю сказку, — «Сказку о золотомъ пѣтушкѣ», и больше къ «этому роду сочиненій» не вернулся. Самые стихи, которыми начинается сказка, набросаны, надо думать, немного ранѣе этого времени, въ томъ же году.

Воспоминаниям Смирдина в изложении Анненкова доверял и Николай Чернышевский, процитировав их в своей первой статье о сочинениях Пушкина, появившейся в «Современнике»:

Многие также знают, с <…> какими похвалами встретил сказку г. Ершова «Конек-горбунок», которую внимательно пересмотрел и первые четыре стиха которой (по словам г. Смирдина) принадлежат Пушкину.

Однако в 1912 году в «Словаре литературных типов» в томе «Типы Пушкина» появилось такое сообщение:

Ершовъ, Петръ Павловичъ (1815—1869). — Авторъ «Конька-Горбунька»; отрывки изъ него появились въ 1834 г., въ слѣдующемъ вышло отд. изд. Пушкину принадлежатъ первые четыре стиха сказки.
— http://feb-web.ru/feb/pushkin/ltptype-abc/ltp/ltp-2231.htm

## Критика атрибуции Пушкину
Третья строчка «Против неба — на земле» впервые появилась в пятом издании «Конька-горбунка» 1861 года (третья редакция, до этого, в 1840 и 1843 издавалась без изменений, в 1856, во второй редакции без изменений). Ершов ввел новый образ, улучшив первоначальную редакцию в «Библиотеке для чтения» (1834, т. III) и первых трех изданиях: «Не на небе, — на земле».
Исследовательница Ершова Д. М. Климова (член Союза журналистов РФ, редактор научной литературы, сотрудник Института русской литературы (Пушкинский Дом) Российской академии наук) в интервью Геннадию Крамору сказала:

Последнее прижизненное, издание 1861 года, с которого теперь обычно и переиздают сказку. В него Ершов добавил сибирских фольклоризмов и сделал в том числе одну замечательную поправку, которой может гордиться любой знаменитый писатель. Это третья строка начала сказки: «За горами, за лесами, за широкими морями, против неба — на земле, жил старик в одном селе». Ведь в первых изданиях было: «Не на небе — на земле». Видимо, автор сам чувствовал бессмысленность этой строки. А какой образ возникает теперь? Человек стоит под куполом неба, как бы перед Богом. И это выражение Ершов нашел, вероятно, в фольклоре. Кстати, эта поправка свидетельствует о том, что первые четыре строки не были написаны Пушкиным. Ершов при таком высоком пиетете по отношению к Александру Сергеевичу вряд ли стал бы исправлять его строки.

На это временное несоответствие первым указал М. К. Азадовский в статье 1936 года. В качестве дополнительной аргументации известный пушкинист назвал психологические причины: «едва ли Ершов при том пиэтете, который он питал к Пушкину, решился бы на какую-либо его правку. Очевидно, Ершову не приходило в голову, что, выправляя эти стихи, он правил Пушкина».

## Прекращение пушкинской атрибуции
Одной из главных причин пересмотра авторства Пушкина стала статья влиятельного пушкиноведа Азадовского, его контраргументы против версии Лернера, и вывод:

Вероятнее всего, что Пушкин произвел только какую-то редакционную работу над стихами Ершова. Но от этого они не стали пушкинскими, как не стал, например, пушкинским «Водопад» Вяземского, хотя ряд стихов в последнем выправлен Вяземским по указанию Пушкина, и мне думается, что было бы более правильно не вводить этого отрывка ни в отдел подлинных стихотворений, ни в отдел коллективных, ни даже в отдел сомнительных.

О влиянии работы Азадовского на решении вопроса о авторстве Пушкина начального четырёхстишия «Конька-Горбунка» пишет другой исследователь темы «Пушкин и Ершов» А. П. Толстяков:

Мнение показалось веским и было принято: в собрания сочинений Пушкина строки из «Конька-горбунка» больше не включались. При этом М. К. Азадовский вовсе не отрицал самого факта редакторской работы Пушкина над «Коньком-горбунком», что, пожалуй, было наиболее важным сведением в сообщении Смирдина (Пушкин «удостоил» сказку Ершова «тщательного пересмотра»).

Д. М. Климова придерживается крайней точки зрения, что

… скорее всего Пушкин прочитал «Конька» уже после публикации: ни в одном из мемуарных источников нет сведений о его знакомстве с рукописью сказки (см.: Ярославцов, с. 2; М. С. Знаменский. Дневник. — Сибирские огни, 1940, № 4—5, с. 239; ПД, ЦГАЛИ), а переработку текста Ершов начал значительно позднее, уже после смерти Пушкина".

## Уточнение роли Пушкина в правке «Конька-Горбунка»
А. П. Толстяков в архиве Смирдина обнаружил документ, дополняющий запись Анненкова:

Пушкин Александр Сергеевич. <…> Заглавие и посвящение «Конька-горбунка».

## Уточнение о высшем авторитете Пушкина у Ершова
Азадовский считал, что «пиэтет» Ершова перед Пушкиным помешал бы правке пушкинских строк на свои. Однако, как указывает А. П. Толстяков, Ершов в своё время сжег бумаги, написанные Пушкиным. Об этом Ершов признавался М. С. Знаменскому:

Да, я, когда приехал сюда, в страшной хандре был и много сжег. <…> Были y меня и заметки, писанные Пушкиным и другими.

Вывод А. П. Толстякова рассматривает разные возможности объяснения правки третьей строки:

… главный аргумент М. К. Азадовского против утверждения Смирдина о пушкинских строках в сказке — недопустимость исправления пушкинского текста Ершовым — не кажется нам основательным. К тому же строка «Против неба — на земле» несомненно лучше, образнее прежней: «Не на небе — на земле». Наконец, может быть, Ершов восстановил именно пушкинскую строку, исправленную цензором в публикации 1834 г.

## Возражения против аргументов Азадовского
В научной литературе разрабатывается версия об авторстве Пушкина всей сказки. Например, исследования о присутствии псковского диалекта в 1-м издании «Конька-Горбунка» 1834 года